# Chmura stropowa

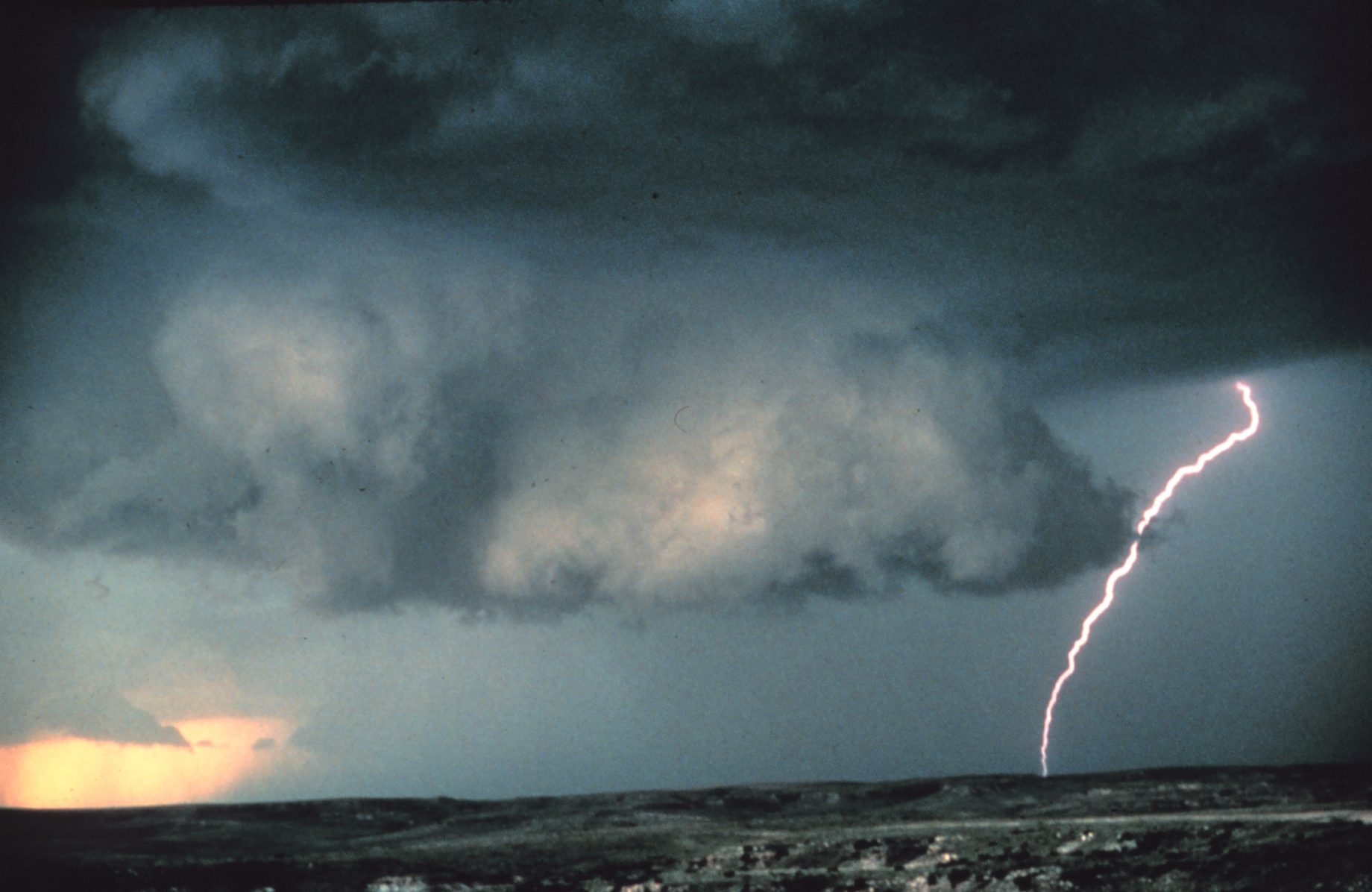
Chmura stropowa

Chmura stropowa (łac. murus, ang. wall cloud) – formacja chmurowa zwykle związana z burzami. Występuje w postaci obniżenia poniżej wolnej od opadów podstawy chmury cumulus lub częściej cumulonimbus. Chmura ta zaznacza strefę głównego prądu wznoszącego, który zasysa chłodne i wilgotne powietrze z prądu zstępującego, kondensujące się na wysokości mniejszej niż podstawa chmury. Wiele silnych tornad formuje się głównie w superkomórkach z chmur stropowych.

## Powstawanie
Chmury stropowe powstają, gdy wznoszące się powietrze z prądu wstępującego pociąga za sobą w górę wilgotne i ochłodzone deszczem powietrze z prądu zstępującego. Z racji niższej temperatury i wyższej wilgotności (zwiększenie punktu rosy) powietrze jest unoszone przez prąd wznoszący, a przesycenie i kondensacja następuje szybciej. Stąd chmura ta formuje się poniżej głównej podstawy chmury (zwykle burzowej).

## Struktura

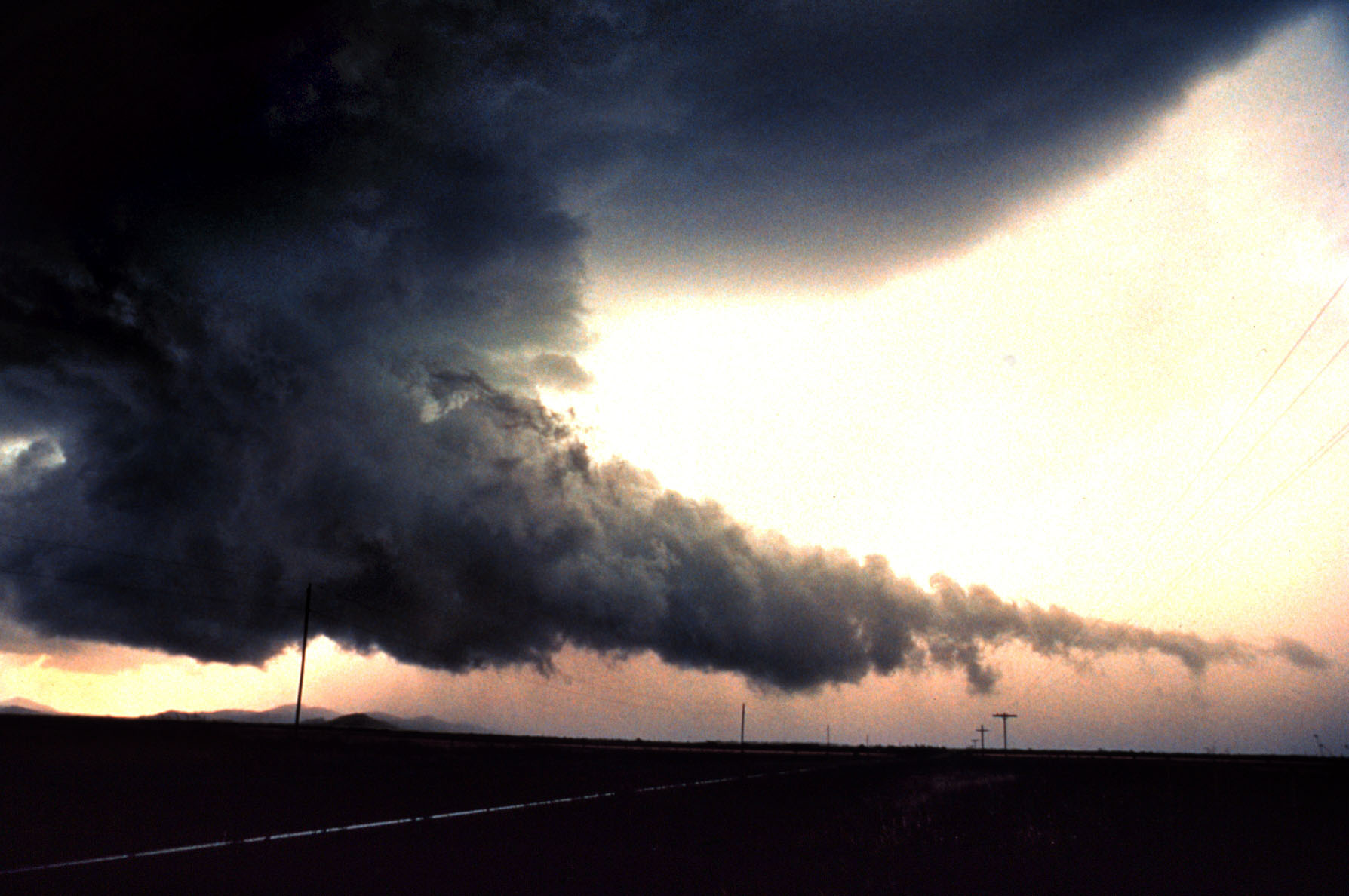
Chmura stropowa z „ogonem”

Chmury stropowe mogą mieć rozmiary od 0,25 do 8 kilometrów. Na północnej półkuli występują zwykle na południowym lub południowo-zachodnim krańcu superkomórki. Obracająca się chmura stropowa jest dowodem istnienia mezocyklonu. Chmura ta jest często mylona z wałem szkwałowym (arcus).
Ten wał chmurowy tworzy zwartą ścianę, która występuje na przedniej krawędzi burzy, natomiast chmura stropowa oprócz odmiennego wyglądu występuje zazwyczaj w tylnej części chmury.
Zdarza się, że chmura stropowa zdaje się mieć „ogon” wystający w kierunku strefy opadu (cauda).

## Chmury stropowe w superkomórkach i ich znaczenie w kontekście tornad

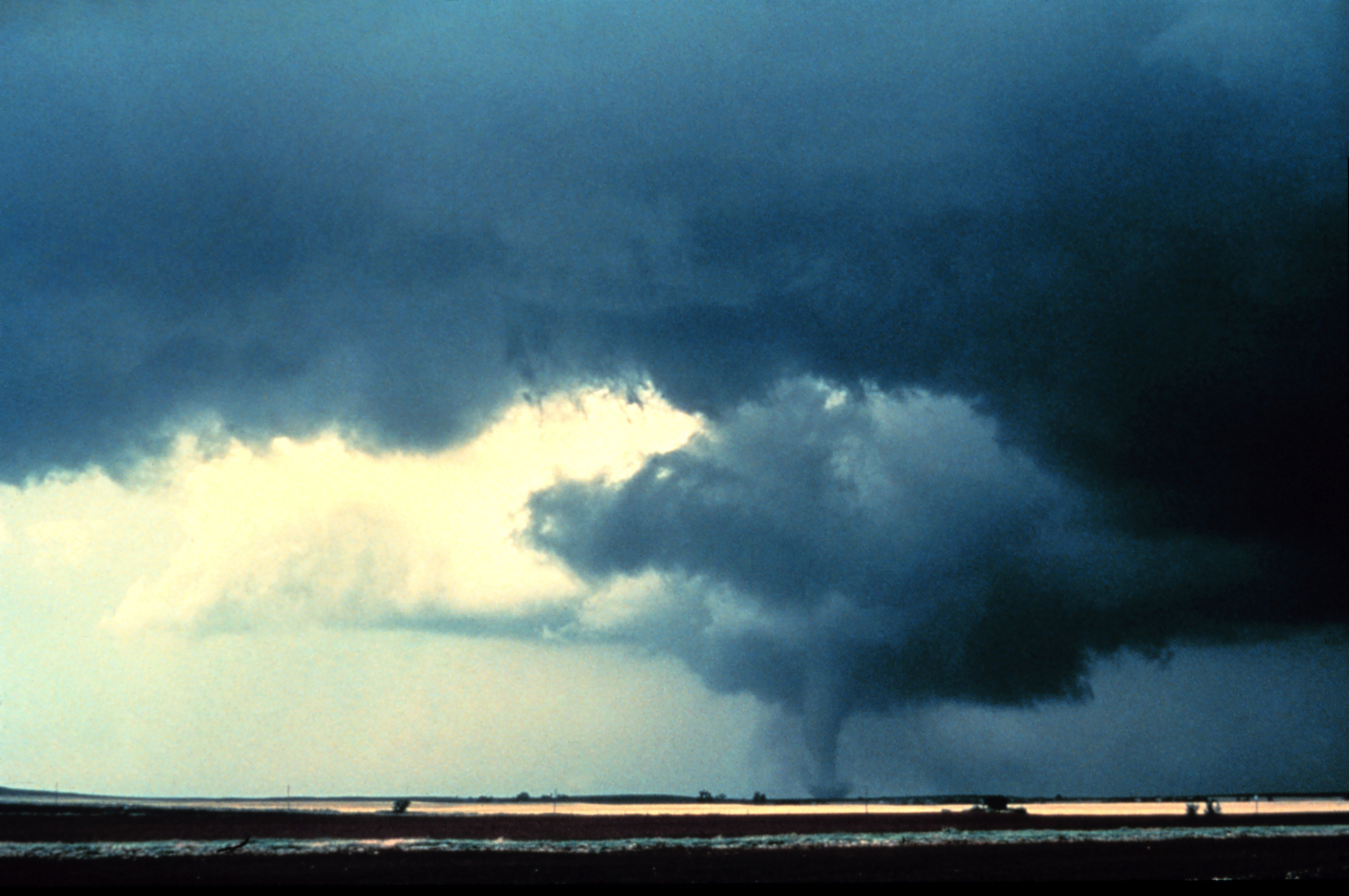
Chmura stropowa z tornadem i wyraźnie zaznaczonym RFD

W niektórych rodzajach superkomórek chmura stropowa się obraca. Taka obracająca się chmura jest rejonem burzy, który z największym prawdopodobieństwem utworzy tornado.
Powstanie tornada jest najbardziej prawdopodobne, gdy chmura stropowa istnieje długo i gwałtownie się wznosi lub obraca. Chmura stropowa zwykle pojawia się na 10 do 30 minut przed powstaniem tornada. Tuż przed powstaniem tornada obroty i ruchy chmury stropowej mogą się nasilać. Tornadowe chmury stropowe odznaczają się zwykle silnym, ciągłym przypływem ciepłego powietrza związanym z prądem wstępującym. Jest to odczuwalne na powierzchni ziemi przez człowieka znajdującego się na południe lub południowy zachód od chmury stropowej. Zwykle większe tornada powstają z większych chmur stropowych.
Chociaż obracające się chmury stropowe są źródłem najsilniejszych tornad, to nie wszystkie z nich produkują tornada. Zazwyczaj niezbędny do powstania tornada jest prąd zstępujący suchego powietrza w tylnej części superkomórki (zwany RFD). Widoczny jest on jako jaśniejsza strefa (szczelina) w pobliżu chmury stropowej.